# Томас Ґустафсон
Томас Ґустафсон  (швед. Tomas Gustafson, 28 грудня 1959) — шведський ковзаняр, олімпійський чемпіон.

## Виступи на Олімпіадах
| Олімпіада        | Дисципліна | Місце |
| ---------------- | ---------- | ----- |
| Лейк-Плесід 1980 | 1500 м     | 7     |
| Лейк-Плесід 1980 | 5000 м     | 12    |
| Лейк-Плесід 1980 | 10 000 м   | 12    |
| Сараєво 1984     | 500 м      | 36    |
| Сараєво 1984     | 5000 м     | 1     |
| Сараєво 1984     | 10 000 м   | 2     |
| Калгарі 1988     | 5000 м     | 1     |
| Калгарі 1988     | 10 000 м   | 1     |
| Альбервіль 1992  | 5000 м     | 13    |